# Гай Вер
Гай Вер (на латински: Gaius Verres; * 115 пр.н.е.; † 43 пр.н.е.) e римски политик и управител на провинция Сицилия.
Информациите за неговия живот са предадени от Цицерон в неговите „речи против Вер“, които той употребява през 70 пр.н.е. в процес против Вер.
Вер е син на сенатор със същото име († 71 пр.н.е.). През 84 пр.н.е. той е квестор на консул Гней Папирий Карбон и помага на популарите, но бяга след година при Сула.
През 80 пр.н.е. управителят на Киликия (в Мала Азия) Гней Корнелий Долабела прави Вер за свой легат, след една година за негов проквестор. При пътуванията си двамата присвояват предмети на изкуството и тероризират местното население. По-късно при процеса срещу Долабела Вер се изказва против бившия си шеф, който е осъден. Заради показанията си Вер не получава присъда.
През 74 пр.н.е. Вер е избран за praetors urbanus. През 73 – 71 пр.н.е. Вер става пропретор (управител) на провинция Сицилия. За неговите присвоявания там той получава през 71 пр.н.е. т.нар. „Веровски процес“, при който е обвинен от Цицерон. Негов защитник e Квинт Хортензий. Вер бяга преди процесът да свърши в Масилия (днес Марсилия), където живее извън политиката.
През 43 пр.н.е. Вер е поставен в списъка на проскрипцията, което води до неговото убийство.